# Tetragnatha macrops
Tetragnatha macrops este o specie de păianjeni din genul Tetragnatha, familia Tetragnathidae, descrisă de Simon, 1907.
Este endemică în Principe. Conform Catalogue of Life specia Tetragnatha macrops nu are subspecii cunoscute.